# 米高·夏健倫
米卡·哈基宁（芬蘭語：Mika Häkkinen，1968年9月28日—），芬蘭赛车手，兩屆一级方程式世界车手冠军，有「芬蘭飛人」（Flying Finn）之稱。

## 早年經歷

### 卡丁車時代
海基寧從五歲起就開始參加卡丁車賽，曾經多次獲得芬蘭國內卡丁賽車冠軍。

### 初階方程式時代

#### 福特1600方程式
1987年，海基寧參加北欧福特1600方程式，獲得年度冠軍。

#### 蓮花系列賽
1988年，海基寧獲得了欧宝莲花欧洲系列赛冠军，以及英国通用莲花系列赛亚军。

#### 英國F3
1989年，海基寧轉戰英国三级方程式锦标赛，最終他獲得了年度第七名的成績。
1990年，海基寧和幼年時期的好友米卡·萨洛展開激烈的競爭，最終擊敗了對手獲得了英国三级方程式年度冠军。在當年年底的比賽中，海基寧領先至最後一圈和對手發生碰撞，最終退出。

## 一級方程式

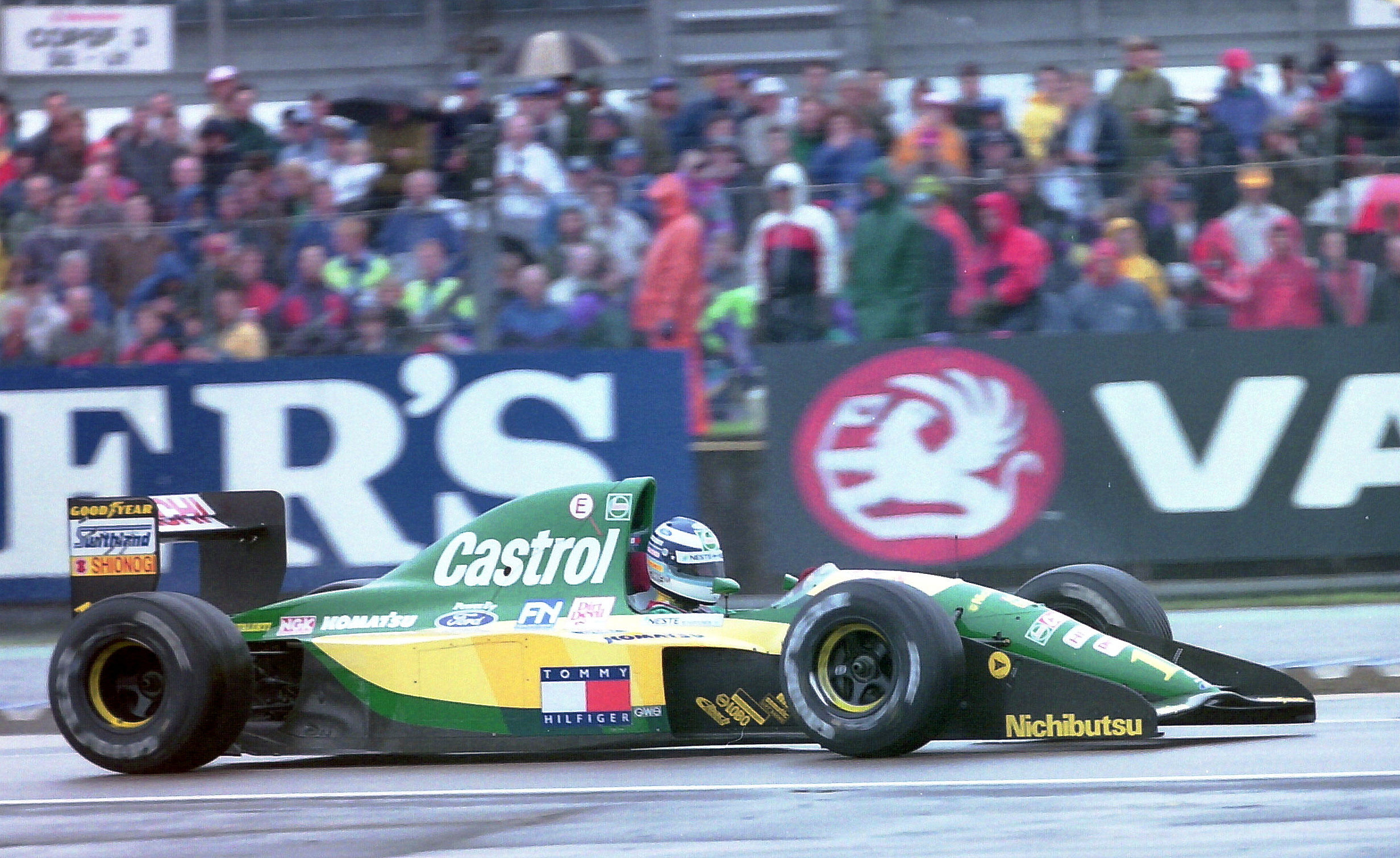
米卡·哈基宁在1992英国F1方程式比赛

### 蓮花车队時代

#### 1991年
1991年，海基寧的芬蘭同鄉，1982年F1世界冠軍科克·罗斯伯格成為他的經紀人，並把他提拔至蓮花車隊，海基寧在美国站中初次登场，並且在第三站聖馬力諾站以第五名完賽，初次獲得積分。這年他取得兩分的積分，在積分榜上名列第十五名。

#### 1992年
1992年，海基寧继续代表莲花车队参赛，這時歷史名門蓮花車隊已經沒落，車隊資金短缺影響了賽車的開發，但海基寧整個賽季仍然不斷奮鬥，最終獲得了十一分的成績，在積分榜上名列第八名。

### 迈凯伦车队時代

#### 1993年
1993年，迈凯伦车队由於隊中王牌車手尚未決定是否離隊，因此車隊將海基寧挖角過來以備不時之需，最終冼拿留下，因此海基寧成為了車隊的試車手。
海基寧在賽季最後三場獲得了出賽的機會，他在第十四場葡萄牙站的排位賽中勝過了冼拿，令人為之一亮，最後的日本站中，海基寧以第三名完賽，初次登上頒獎台。

#### 1994年
1994年海基寧成為了當家車手，當時迈凯伦车队失去了本田引擎後以不負往日雄風，連續數年都一直在中游位置徘徊。本年海基寧取得26分積分，年度排名第四。

#### 1995年
1995年，海基寧在澳洲站發生了嚴重的車禍，由於情況危急，在賽道旁就直接作了緊急氣管切開術（這也是最終能保命的關鍵），在醫院裡曾多次面臨瀕死的危急狀態。這年海基寧站上兩次頒獎台，年度排名第七名。

#### 1996年
1996年，迈凯伦车队迎來了著名的賽車設計師亞德里安·紐維，車隊開始漸入佳境，這年海基寧四度站上頒獎台，年度排名第五。

#### 1997年
1997年，海基寧在年終歐洲站中初次獲得分站冠軍，這是他F1第99場比賽。這年他三度站上頒獎台，年度排名仍然維持第五名。

#### 1998年
1998年，海基寧開幕站後就以壓倒性的姿態連勝兩場。但季中海基寧的宿敵，法拉利車隊的舒馬赫追趕了上來，在最後關頭追平了海基寧，倒數第二站盧森堡站兩人激戰後海基寧勝出，最後一場日本站舒馬赫的賽車出現問題而退出，海基寧終於修成正果獲得了世界冠軍。

#### 1999年
1999年，迈凯伦车队賽車的穩定性不佳，海基寧宿敵舒馬赫在英國站發生嚴重車禍而修養了數月，法拉利車隊的艾迪‧厄文取而代之和海基寧爭奪世界冠軍，海基寧一直辛苦迎戰到最後一場日本站中才逆轉封王。

#### 2000年
2000年，舒馬赫在賽季中曾經拉出24分領先的絕對優勢，但海基寧不放棄，努力追趕，到了倒數第四站義大利站後反超對手，但不幸在下一站美國站中引擎出問題而退賽，最終海基寧衛冕失敗，舒馬赫獲得了世界冠軍。

#### 2001年
2001年，對海基寧而言，這一年是失意的一年，海基寧多次因為賽車出現問題而退賽，最終他只取得兩座分站冠軍，年度排名第五，差勁的成績令他萌生退役，在義大利站他向車隊領袖罗恩·丹尼斯提出了休息一年的打算。
隔年海基寧復出的意願愈來愈淡薄，在德國站後，海基寧終於宣布至F1賽場上退休。

## DTM時代

### 2005年
2005年，海基寧參加了德國房車賽DTM（Deutsche Tourenwagen Masters）的賽事，海基寧在三年之中總共拿下三次分站冠軍，2007年11月，海基寧宣布自DTM退休。

## 歷年成績
| 賽季 | 車隊                               | 出賽 | 桿位 | 最快圈速 | 分站冠軍 | 頒獎台 | 積分 | 年度排名 |
| ---- | ---------------------------------- | ---- | ---- | -------- | -------- | ------ | ---- | -------- |
| 1991 | 蓮花車隊 ( Lotus Judd)             | 15   | 0    | 0        | 0        | 0      | 2    | 第十五名 |
| 1992 | 蓮花車隊 ( Lotus Ford Cosworth)    | 15   | 0    | 0        | 0        | 0      | 11   | 第八名   |
| 1993 | 迈凯伦车队（McLaren Ford Cosworth) | 3    | 0    | 0        | 0        | 1      | 4    | 第十五名 |
| 1994 | 迈凯伦车队（McLaren Peugeot）      | 15   | 0    | 0        | 0        | 6      | 26   | 第四名   |
| 1995 | 迈凯伦车队（McLaren Mercedes）     | 15   | 0    | 0        | 0        | 2      | 17   | 第七名   |
| 1996 | 迈凯伦车队（McLaren Mercedes）     | 16   | 0    | 0        | 0        | 4      | 31   | 第五名   |
| 1997 | 迈凯伦车队（McLaren Mercedes）     | 17   | 1    | 1        | 1        | 3      | 27   | 第五名   |
| 1998 | 迈凯伦车队（McLaren Mercedes）     | 16   | 9    | 6        | 8        | 11     | 100  | 世界冠軍 |
| 1999 | 迈凯伦车队（McLaren Mercedes）     | 16   | 11   | 6        | 5        | 10     | 76   | 世界冠軍 |
| 2000 | 迈凯伦车队（McLaren Mercedes）     | 17   | 5    | 9        | 4        | 11     | 89   | 第二名   |
| 2001 | 迈凯伦车队（McLaren Mercedes）     | 16   | 0    | 3        | 2        | 3      | 37   | 第五名   |